# 雅尔泽
雅尔泽（法語：Jarzé，法語發音：[ʒaʁze] ⓘ）是法国曼恩-卢瓦尔省的一个旧市镇，属于昂热区。2016年1月1日，雅尔泽和相邻的另外3个市镇合并为新市镇雅尔泽维拉日（Jarzé Villages），雅尔泽为政府驻地。

## 地理
雅尔泽（47°33'20"N, 0°13'59"W）面积33.12 平方千米，位于法国卢瓦尔河地区大区曼恩-卢瓦尔省，该省份为法国西部内陆省份，大致对应安茹地区，北起顺时针与马耶讷省、萨尔特省、安德尔-卢瓦尔省、维埃纳省、德塞夫勒省、旺代省、大西洋卢瓦尔省和伊勒-维莱讷省接壤。
雅尔泽的时区为UTC+01:00、UTC+02:00（夏令时）。

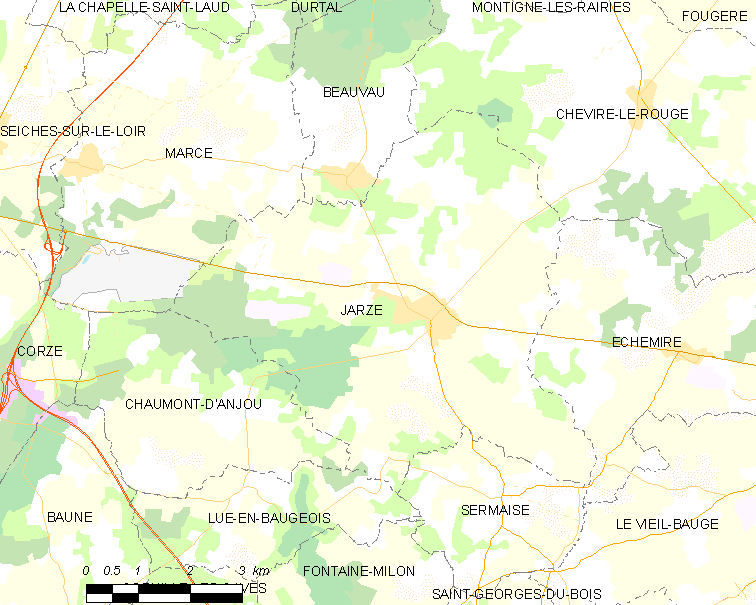
雅尔泽的OSM定位图

## 行政
雅尔泽的邮政编码为49140，INSEE市镇编码为49163。

## 政治
雅尔泽所属的省级选区为昂热第六县。

## 人口

1962-2008年间雅尔泽人口变化图示

雅尔泽于2018年1月1日时的人口数量为1839人。